# Sefton Delmer
Dennis Sefton Delmer (24 de Maio de 1904, em Berlim, Alemanha — 4 de setembro de 1979, em Lamarsh, Suffolk, Inglaterra), foi um jornalista britânico nascido na Alemanha.
A Segunda Guerra Mundial (IIGM) teve muitas batalhas, batalhas essas que nem sempre se combateram com balas, e tiros. Batalhas ocorreram em que não se disparou sequer um tiro, mas que deixaram a sua marca indelével na história da IIGM. Isto é, a guerra psicológica, travada para deixar a moral do inimigo de rastos.
Um dos nomes associados à guerra psicológica dos Aliados foi Dennis Sefton Delmer, um jornalista nascido na Alemanha de Weimar a 24 de Maio de 1904, filho de ingleses que aí trabalhavam. Delmer cresceu em Berlim, aprendeu alemão e inglês ao mesmo tempo. Quando a República de Weimar acabou e o nazismo chegou ao poder, Delmer voltou para Londres. Quando começou a IIGM, e devido ao seu domínio da língua alemã, o gabinete britânico de contrainformação contratou Delmer para trabalhar na desinformação, no gabinete Doublecross. Até 1939 diz-se que o seu inglês teve um pouco de pronúncia alemã.

## "Rádio Negra"
Delmer foi contratado para promover a "rádio negra", uma rádio que emitia em onda curta, em alemão ou em italiano, com as mais diversas informações, só que em vez de emitir propaganda antinazi, emitia boletins informativos e música, supostamente para encorajar "os camaradas da wehrmacht".
Na verdade, a sua missão era desinformar: por exemplo, diziam aos soldados alemães que estavam na frente não deviam de se preocupar com as suas esposas, porque os membros do partido Nazi local lhes "providenciariam todas as suas necessidades".
Quando emitia em italiano, Delmer informava todos os italianos que a lira ia ser desvalorizada, o que promoveu uma corrida desenfreada aos bancos, e que os aliados estavam a criar uma "zona de paz" no norte da Itália, junto à fronteira com a França, e que os aliados não fariam bombardeamentos aéreos nessa zona. Mussolini logo desmentiu os rumores e prometeu um castigo exemplar aos italianos que fossem para lá. É claro que a "rádio negra" aproveitou a ocasião para difundir à exaustão o recado de Mussolini, para que os italianos ficassem cientes das qualidades do seu líder.

## A desinformação
Joseph Goebbels declarou que iria distribuir víveres pelos operários fabris, Delmer anunciou através da Radio Negra que essa comida tinha Pervitin (droga estimulante), para aumentar a produtividade.
Quando as crianças das famílias bombardeadas em Hamburgo iam ser evacuadas para leste, para campos supostamente mais seguros, a rádio noticiou:
"O doutor Conti, (ministro da saúde do Reich) felicitou os oficiais médicos dos campos para crianças (...) pela exemplar dedicação com que trataram da epidemia de difteria que se manifestou nas crianças a seu cargo. Manifestou ainda a esperança de os ver triunfar sobre a trágica penúria de medicamentos e assim se reduzir a taxa de mortalidade para uma média de sessenta mortes por semana."

## Pombos-Correios
De um avião, Delmer fez lançar pombos-correios mortos com mensagens supostamente feitas por generais alemães para a Inglaterra, denunciando supostas traições, e levando a Gestapo a prender alguns dos mais importantes membros do partido Nazi.
Com a colaboração da resistência norueguesa, colaram-se por Oslo cartazes com uma fotografia pouco nítida representando um soldado alemão com a face pouco reconhecível, e com a informação que este seria um homem perigoso, se disfarçava de capitão da Luftwaffe nazi e que era absolutamente necessário entregá-lo morto ou vivo à polícia. Muitos capitães da Luftwaffe apareceram mortos nas esquadras da polícia, fazendo com que as forças aéreas ficassem com menos pilotos na Noruega.

## Frases pessimistas
Com a ajuda da resistência polaca, Delmer conseguiu fazer publicar nas revistas alemãs reportagens em que, a certa altura, surgia uma frase pessimista. No caso de uma reportagem da comemoração dos 50 anos do Almirante Donitz, no meio de frase elogiosas, quase lambe-botas, apareciam frases como: 
"devido à perda de uma trintena de submarinos em média por mês, o Almirante perdeu um pouco do seu ardor e da sua frescura juvenil."

## Desvalorização das senhas de racionamento
A Doublecross conseguiu também desvalorizar significativamente as senhas de racionamento alemãs, forjando e inundando o mercado alemão de senhas de racionamento falsas. Dessa forma, as senhas eram tudo menos de racionamento, uma vez que não havia quem não tivesse senhas.

## Cartas envenenadas
Os hospitais de campanha enviavam todas as semanas para Berlim telegramas com a relação dos soldados que morriam nos seus hospitais. Esses telegramas incluíam nomes, moradas, localidades, e mais importante de tudo, eram emitidas em sinal aberto, o que permitia que os aliados conseguissem interceptar esses telegramas.
Quando esses telegramas chegavam a Berlim, eram enviados para as delegações dos partidos em toda a Alemanha, para que essas delegações fossem às casas dos soldados e dessem a notícia às famílias. Esse procedimento demorava, desde a chegada a Berlim até às casas das famílias pelo menos uma semana.
Delmer juntou uma série de pessoas que dominavam o Alemão e começaram a escrever cartas às famílias, para chegarem antes da notícia dada pelos Nazis, e essas cartas seriam escritas por uma suposta enfermeira ou um suposto colega, e que diziam todas aquelas coisas normais: ele era um bravo, grande amigo, etc. Mas deixavam uma frase enigmática, uma frase revoltada: ele foi morto pelos médicos, com uma injecção letal, porque o Partido Nazi dera ordens para racionar os medicamentos: apenas seriam medicados os soldados que pudessem voltar a combater.
As tropelias que Sefton Delmer durante a guerra foram tantas, que Delmer teve de publicar um livro, terminada a guerra, para desmistificar algumas coisas, que eram desinformação criada pela Doublecross.